# (1951) Lick
(1951) Lick (1949 OA) – planetoida z grupy przecinających orbitę Marsa okrążająca Słońce w ciągu 1 roku i 234 dni w średniej odległości 1,39 j.a. Została odkryta 26 lipca 1949 roku.